# Chīwěn

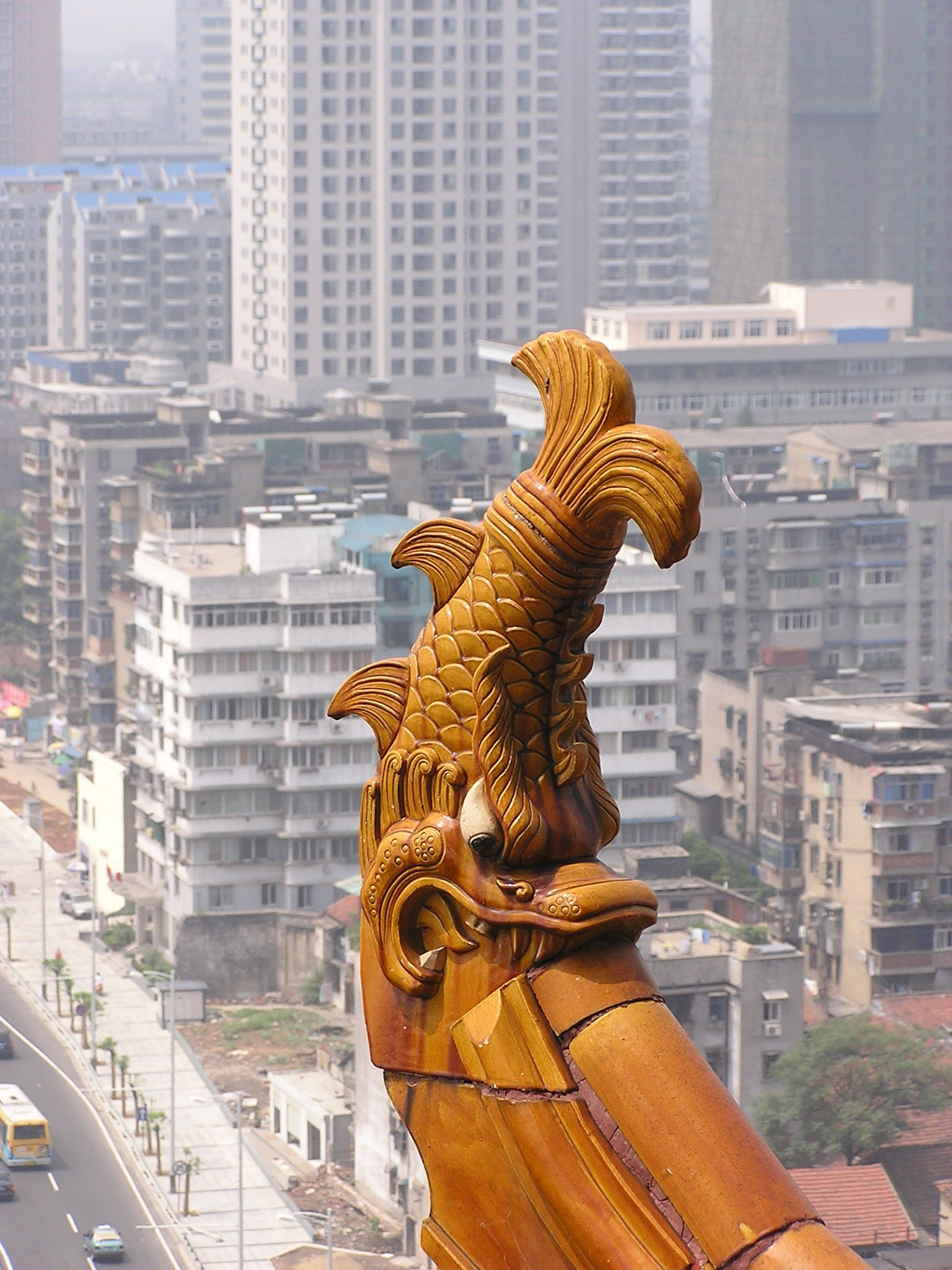
Chiwen sur le toit de la tour de la Grue jaune, à Wuhan.

Chiwěn (chinois : 螭吻 ; pinyin : chīwěn ou 蚩吻, chīwěn ; prononcé chifun en japonais), ou bien chīwěn (鸱吻) ou encore chīwěi (鸱尾). Il est principalement connu au Japon sous le nom de shachihoko (鯱), shachi-gawara (鯱瓦) ou bien encore kinshachi (金鯱) lorsqu'il est doré, est un des neuf fils du dragon dans la mythologie chinoise.
Il a pour fonction principale de protéger des incendies ; on le place donc à l'angle des toits dans les grosses structures en bois, afin de préserver celles-ci.
Il ne doit pas être confondu avec le chishou, généralement situé en bout des poutres des bâtiments.
Il semble avoir fortement influencé les arts français depuis le XVIIe siècle, puisqu'on en retrouve, avec d'autres chinoiseries, dans de nombreux ornements et objets d'art depuis.

## Galerie

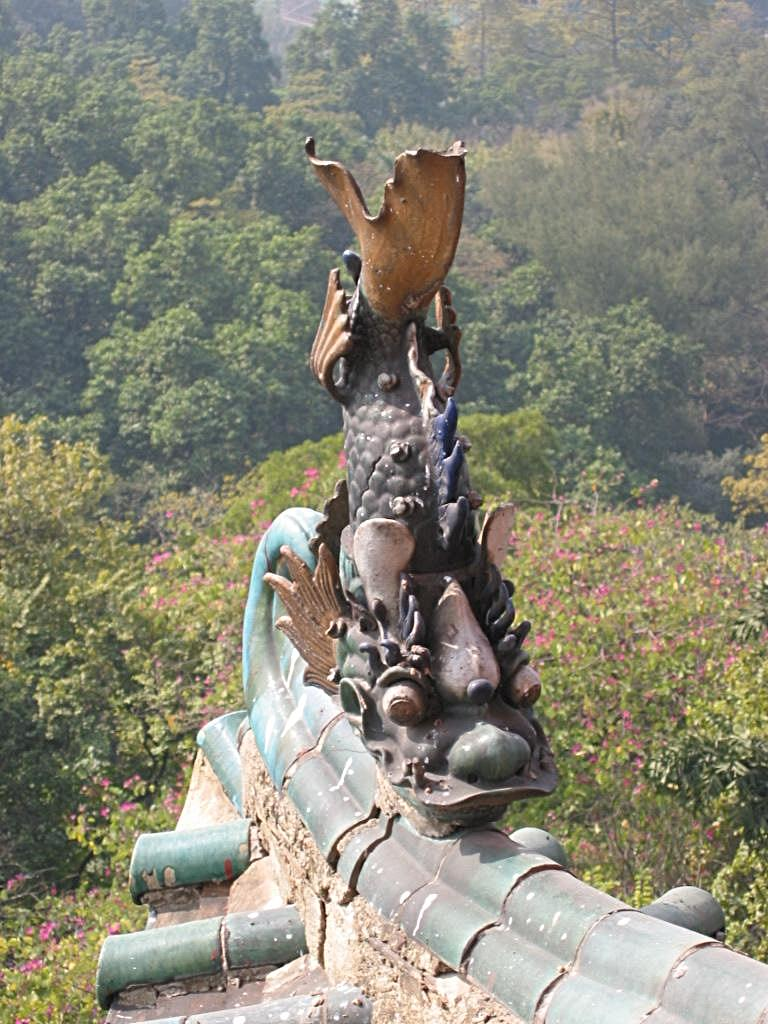
Chīwěn à Guangzhou (Canton), province de Guangdong (Chine).
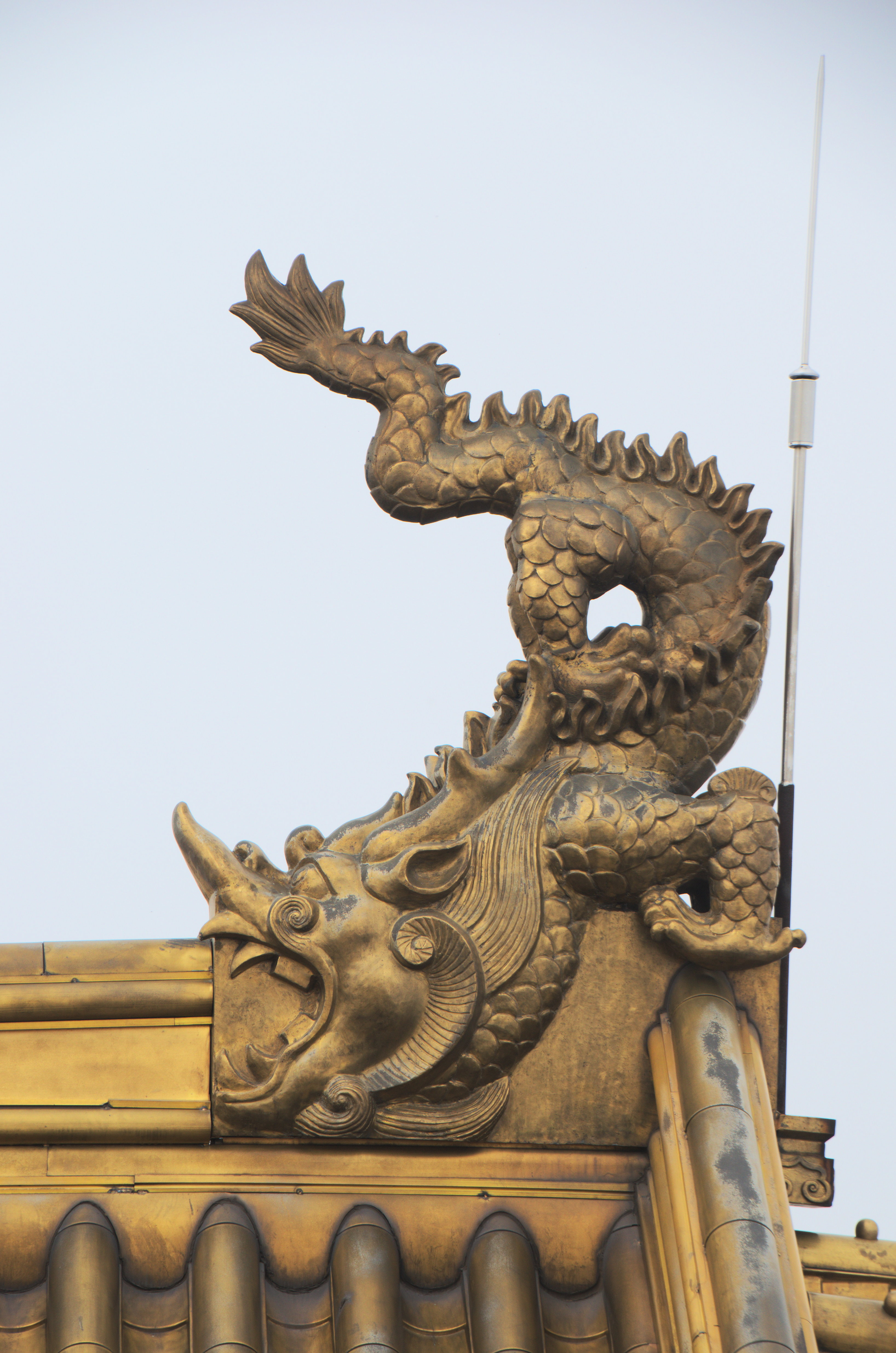
Sur un des temples de Jinding du mont Emei, province du Sichuan (Chine).
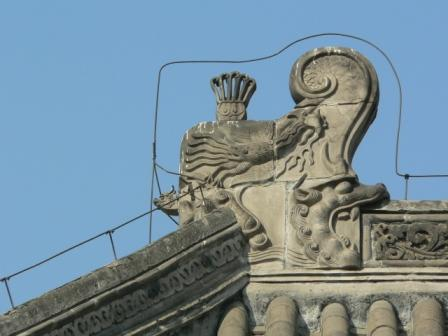
Une version en pierre en Chine.
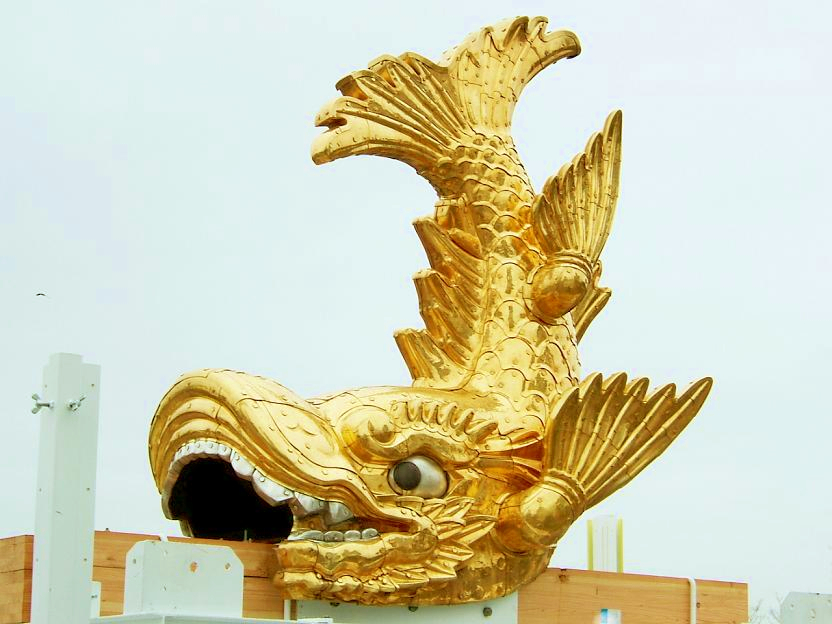
Kinshachi (金鯱) sur le château de Nagoya, région du Chūbu (Japon).
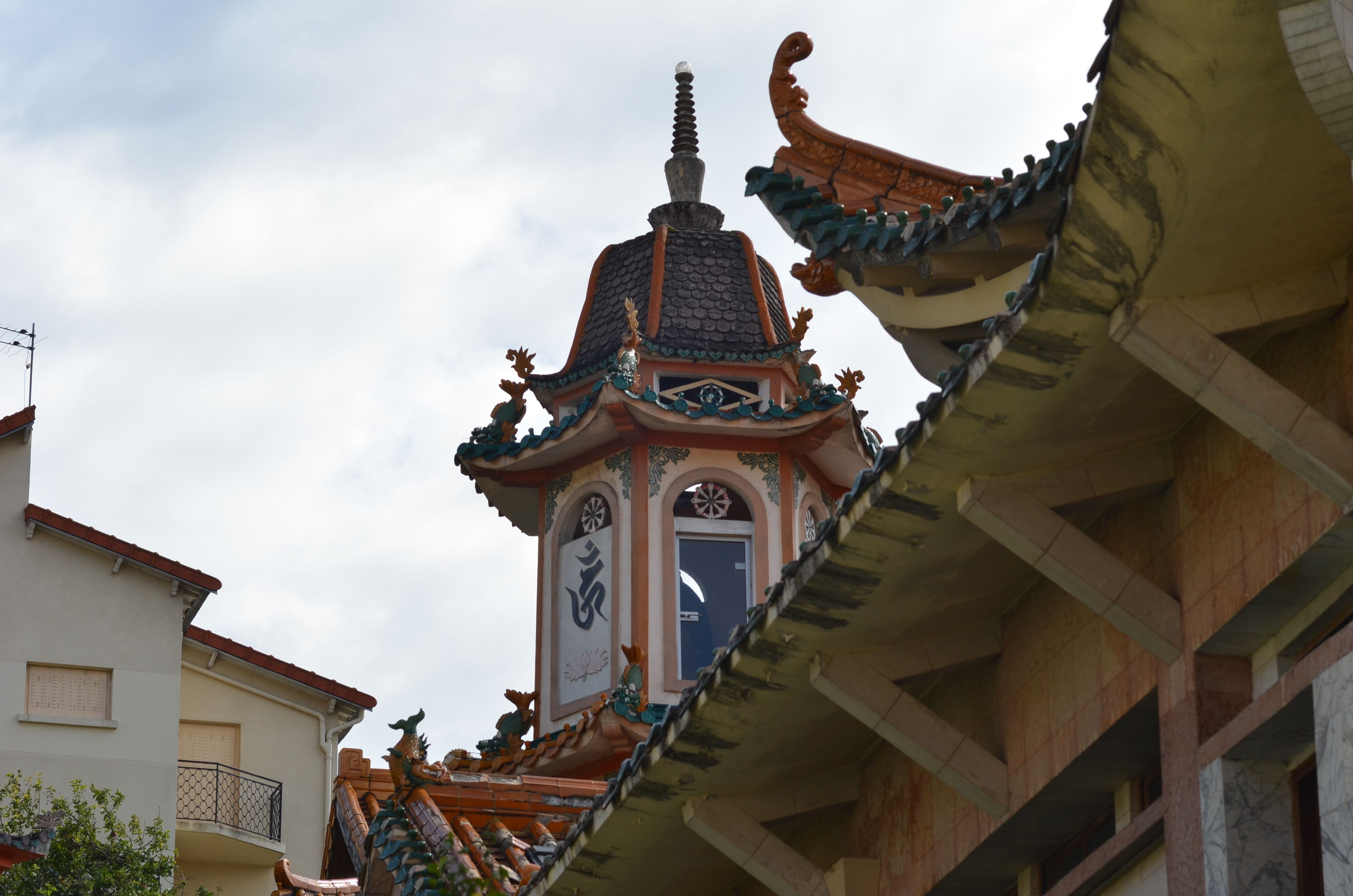
Différentes représentations en céramique sur la pagode vietnamienne de Sèvres, Île-de-France (France).
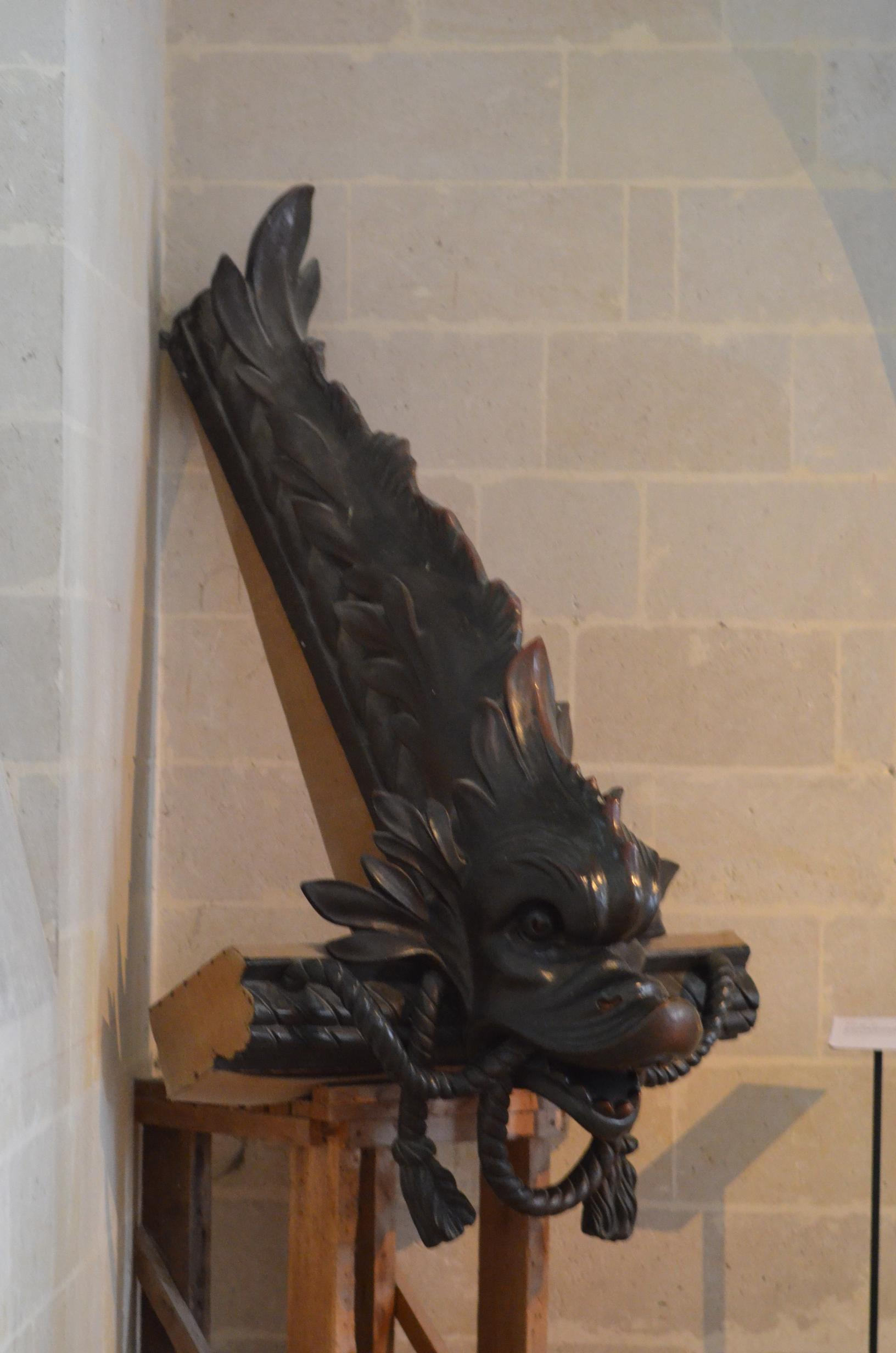
Boiserie probablement inspiré d'un chīwěn, château de Pierrefonds, département de l'Oise (France).
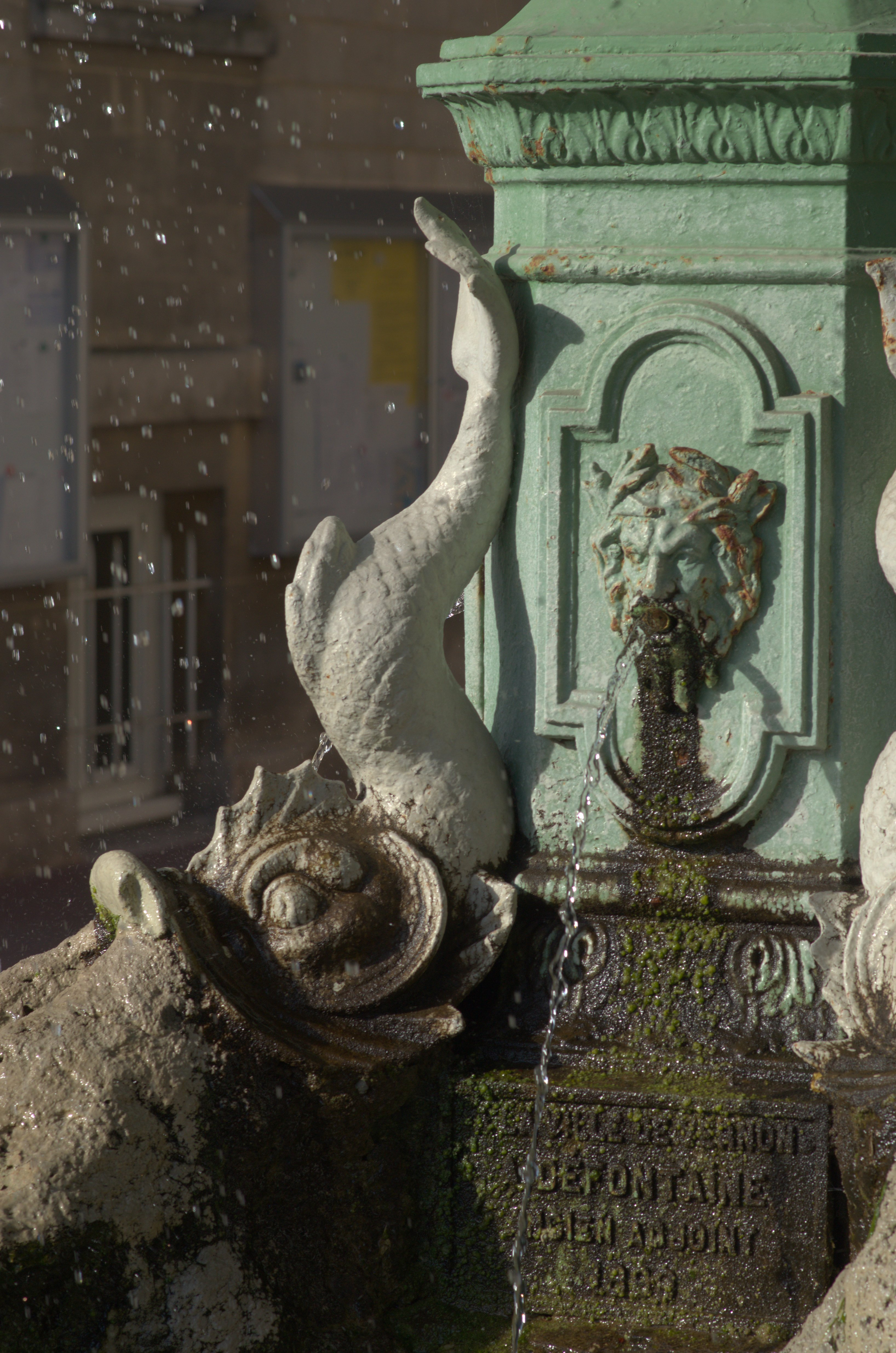
Sur la fontaine de la mairie de Vernon (Eure).